# Cuenca del río Mataquito
La cuenca del río Mataquito es espacio natural comprendido por la cuenca hidrográfica del río Mataquito. Este espacio coincide con el espacio administrativo homónimo definido en el inventario de cuencas de Chile con el número 071 que se extiende desde la divisoria de las aguas en la cordillera de los Andes hasta su desembocadura en el océano Pacífico. Se subdivide en 3 subcuencas y 23 subsubcuencas con un total de 6334 km².
A partir de los años 70 se ha ampliado el concepto de cuenca hasta entender, ya en los primeros años del siglo XXI, una cuenca hidrográfica en lo que respecta a su definición espacial y funcional, como la unidad geopolítica y socioeconómica más apropiada y racional para el desarrollo integrado de los recursos de tierras y aguas asociados a la vegetación y en conjunto con los usuarios de nivel local y regional.: 17 

Cuenca hidrográfica del río Mataquito.

## Límites

Puente Paula sobre el río Mataquito.

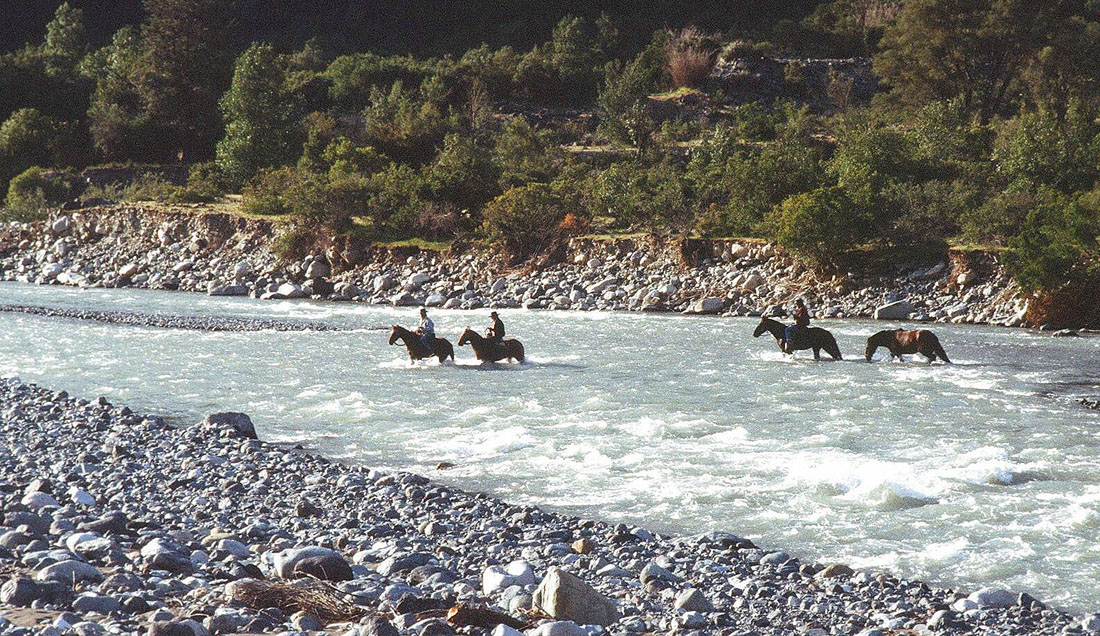
Atravesando el río Teno.

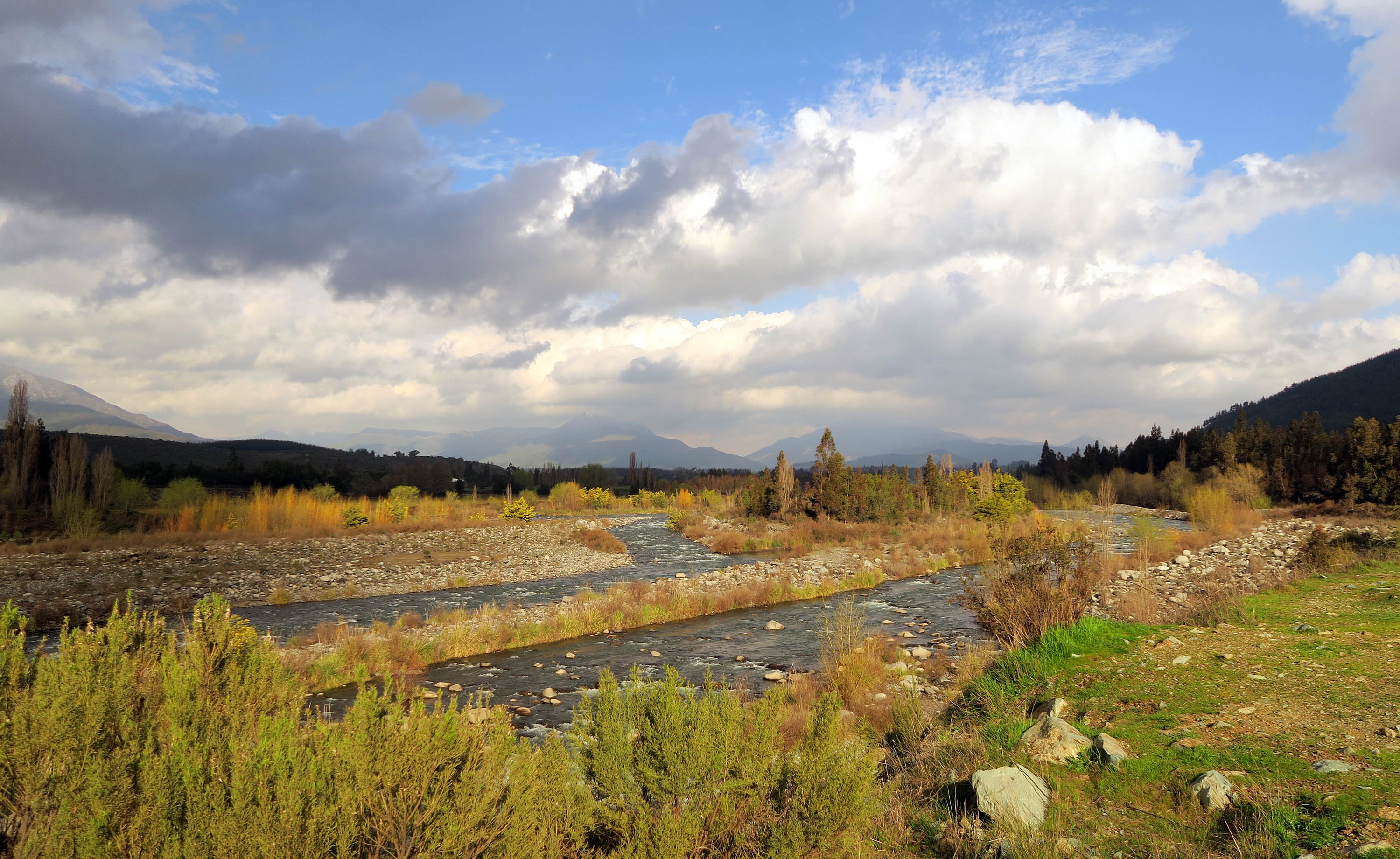
El río Lontué pasando por la Comuna de Molina.

Como muchos ríos chilenos de la zona central, el Mataquito se ubica entre la cordillera de los Andes y la cordillera de la Costa, debiendo cortar esta última para desembocar en el océano Pacífico al sur de la localidad de Iloca ubicada en el ítem 070 del inventario de cuencas de Chile, llamada cuencas costeras entre límite regional y Río Mataquito que incluye entra otras la laguna Torca y el lago Vichuquén. Más hacia el centro del valle central limita con el ítem 061, Cuencas costeras Rapel-Estero Nilahue que abarca entre otras a las cuencas de los esteros Nilahue y Paredones además de las localidades Paredones, Bucalemu y Lolol. En el valle central y la zona cordillerana, limita al norte con la cuenca del río Rapel. Al este y separada por Los Andes, limita con la parte sur de la cuenca del río Atuel. La cuenca del Mataquito limita al sur con la cuenca del río Maule, pero al sur de su desembocadura colinda con el ítem 072, Cuencas costeras entre ríos Mataquito y Maule, que alberga entre otras a la cuenca del río Huenchullami.
Sus extremos alcanzan las coordenadas geográficas 34°48'S, 35°37′S, 70°20′W y 71°55'W.

## Población y regiones
La cuenca comprende la Provincia de Curicó y la Provincia de Talca de la Región del Maule. El área de la cuenca es de 619.000 hectáreas, que son solo el 2% de la Región.
Las comunas de mayor importancia en la cuenca, según el número de habitantes en la comuna, son las siguientes:: 14 
| Nombre                  | Población total en 2002 | Población urbana en 2002 | Cauces asociados              |
| ----------------------- | ----------------------- | ------------------------ | ----------------------------- |
| Curicó                  | 119.585                 | 100.506                  | Río Lontué                    |
| Teno                    | 25.596                  | 6.729                    | Río Teno                      |
| Sagrada Familia (Chile) | 17.519                  | 5.080                    | Río Mataquito                 |
| Curepto                 | 10.812                  | 3.157                    | Estero Curepto, Río Mataquito |
| Lontué*                 | 7.979                   | ND                       | Río Lontué                    |

- ND: Información no disponible. Cifras corresponden a una estimación realizada para el año 2002 según datos del censo de 1992.

## Subdivisiones
La Dirección General de Aguas subdivide o reúne las cuencas de Chile acorde a las necesidades de estudio y gestión. Existen dos inventarios que han logrado ser aceptados como principales, el inventario de cuencas del Banco Nacional de Aguas (BNA) de 1978, de mayor uso, y el inventario de cuencas del Departamento de Administración de Recursos Hídricos (DARH) de 2014 de mejor cartografía que ha obligado a redefinir algunos límites, a veces con cambios mayores, pero también por algunas redefiniciones del concepto de subcuenca.
Bajo el BNA el código del ítem es 071 y con el DARH es 0701.
La subdivisión del BNA es como sigue:
| 071 Río Mataquito (mapa) |       |                                                                       |      |
| 0710                     | 07100 | Río Teno bajo junta Río del Pellejo                                   | 240  |
| 0710                     | 07101 | Río Teno Entre Río del Pellejo y Bajo Junta Río del Infiernillo       | 344  |
| 0710                     | 07102 | Río Teno entre Río del Infiernillo y Río Claro                        | 269  |
| 0710                     | 07103 | Río Claro                                                             | 354  |
| 0710                     | 07104 | Río Teno Entre Río Claro y Bajo Junta Estero Sin Nombre               | 204  |
| 0710                     | 07105 | Estero Tilicura                                                       | 205  |
| 0710                     | 07106 | Río Teno Entre Estero Sin Nombre y Bajo Junta Estero Tilicura         | 277  |
| 0711                     | 07110 | Río Colorado bajo junta Valle Grande                                  | 323  |
| 0711                     | 07111 | Río Colorado Entre Valle Grande y Bajo Estero Las Mula                | 300  |
| 0711                     | 07112 | Río Colorado Entre Estero Las Mulas y Río Palos                       | 264  |
| 0711                     | 07113 | Río Palos Hasta Junta Estero Volcán                                   | 163  |
| 0711                     | 07114 | Estero Volcán                                                         | 213  |
| 0711                     | 07115 | Río Palos entre Estero Volcán y Río Colorado                          | 122  |
| 0711                     | 07116 | Estero Upeo                                                           | 367  |
| 0711                     | 07117 | Río Lontue Entre Junta Ríos Colorado y Palos y Estero Guaiquillo      | 310  |
| 0711                     | 07118 | Estero Guaiquillo                                                     | 500  |
| 0711                     | 07119 | Río Lontue Entre Estero Guaiquillo y Río Teno                         | 195  |
| 0712                     | 07120 | Río Mataquito Entre Junta Ríos Teno y Lontue y Bajo Estero Sin Nombre | 235  |
| 0712                     | 07121 | Río Mataquito Entre Estero Sin Nombre y Estero del Durazno            | 438  |
| 0712                     | 07122 | Río Mataquito Entre Estero del Durazno y Bajo Estero la Pellana       | 228  |
| 0712                     | 07123 | Río Mataquito Entre Estero La Pellana y Estero Curepto                | 242  |
| 0712                     | 07124 | Estero Curepto                                                        | 423  |
| 0712                     | 07125 | Río Mataquito Entre Estero Curepto y Desembocadura                    | 118  |
| Totales:                 |       |                                                                       |      |
| 3                        | 23    | Región: VII (100%) / Tipo: Exorreica / Desemb.: O. Pacífico           | 6334 |

La disposición de cuencas en el inventario DARH es la siguiente:
| Código      | Nombre                                   | Código en mapa                   | Tipología de cuenca              | Vertiente de cuenca              | Origen de cuenca                 | Temperatura media anual (C°)     | Temperatura máxima (C°)          | Temperatura mínima (C°)          | Precipitación anual (mm)         | Número de estaciones fluviométricas | Número de estaciones pluviométricas | Área (km²)                       |
| ----------- | ---------------------------------------- | -------------------------------- | -------------------------------- | -------------------------------- | -------------------------------- | -------------------------------- | -------------------------------- | -------------------------------- | -------------------------------- | ----------------------------------- | ----------------------------------- | -------------------------------- |
| 0701        | Cuenca Río Mataquito y afluentes         | Cuenca Río Mataquito y afluentes | Cuenca Río Mataquito y afluentes | Cuenca Río Mataquito y afluentes | Cuenca Río Mataquito y afluentes | Cuenca Río Mataquito y afluentes | Cuenca Río Mataquito y afluentes | Cuenca Río Mataquito y afluentes | Cuenca Río Mataquito y afluentes | Cuenca Río Mataquito y afluentes    | Cuenca Río Mataquito y afluentes    | Cuenca Río Mataquito y afluentes |
| 07010000    | Río Teno                                 | 2                                | Exorreica                        | Pacífico                         | Pluvial                          | 6.8                              | 21.8                             | -4.5                             | 881.8                            | 4                                   | 3                                   | 927.4                            |
| 0701000000  | Estero La Palmilla                       | 3                                | Exorreica                        | Pacífico                         | Pluvial                          | 13.6                             | 29.2                             | 2.8                              | 834.3                            | 2                                   | 1                                   | 331.2                            |
| 0701000001  | Río El Manzano                           | 4                                | Exorreica                        | Pacífico                         | Pluvial                          | 9.5                              | 24.9                             | -1.6                             | 1044.8                           | 1                                   | 1                                   | 134.6                            |
| 0701000002  | Río Claro                                | 5                                | Exorreica                        | Pacífico                         | Pluvial                          | 7.3                              | 22.5                             | -3.9                             | 943.5                            | 1                                   | 3                                   | 353.9                            |
| 0701000003  | Río del Infiernillo                      | 6                                | Exorreica                        | Pacífico                         | Pluvial                          | 5.4                              | 20.2                             | -5.7                             | 842.6                            | 0                                   | 0                                   | 82.8                             |
| 07010100    | Río Lontue                               | 7                                | Exorreica                        | Pacífico                         | Pluvial                          | 10.4                             | 26.2                             | -0.8                             | 1039.6                           | 1                                   | 1                                   | 199.3                            |
| 0701010000  | Estero Upeo                              | 8                                | Exorreica                        | Pacífico                         | Pluvial                          | 9.4                              | 24.9                             | -1.7                             | 1026.8                           | 1                                   | 1                                   | 206.0                            |
| 0701010001  | Estero Potrero Grande                    | 9                                | Exorreica                        | Pacífico                         | Pluvial                          | 9.7                              | 25.4                             | -1.4                             | 1061.6                           | 0                                   | 1                                   | 161.1                            |
| 0701010002  | Río Colorado                             | 10                               | Exorreica                        | Pacífico                         | Pluvial                          | 6.5                              | 21.7                             | -4.6                             | 887.8                            | 1                                   | 0                                   | 369.2                            |
| 07010100020 | Estero Cabrera                           | 11                               | Exorreica                        | Pacífico                         | Pluvial                          | 7.8                              | 23.1                             | -3.2                             | 980.7                            | 0                                   | 0                                   | 75.0                             |
| 07010100021 | Estero Aguas Blancas                     | 12                               | Exorreica                        | Pacífico                         | Pluvial                          | 6.6                              | 21.6                             | -4.4                             | 896.3                            | 0                                   | 0                                   | 55.6                             |
| 07010100022 | Río Barroso                              | 13                               | Exorreica                        | Pacífico                         | Pluvial                          | 4.7                              | 19.5                             | -6.3                             | 820.0                            | 0                                   | 0                                   | 62.6                             |
| 07010100023 | Río Valle Grande                         | 14                               | Exorreica                        | Pacífico                         | Pluvial                          | 3.8                              | 18.6                             | -7.4                             | 740.3                            | 0                                   | 0                                   | 98.6                             |
| 07010100024 | Río Colorado bajo junta Valle Grande     | 15                               | Exorreica                        | Pacífico                         | Pluvial                          | 3.7                              | 18.6                             | -7.5                             | 717.9                            | 0                                   | 0                                   | 219.5                            |
| 0701010003  | Río Palos hasta junta Estero Volcán      | 16                               | Exorreica                        | Pacífico                         | Pluvial                          | 5.8                              | 20.9                             | -5.2                             | 845.6                            | 0                                   | 0                                   | 162.9                            |
| 0701010004  | Estero Volcán                            | 17                               | Exorreica                        | Pacífico                         | Pluvial                          | 5.6                              | 20.6                             | -5.5                             | 845.8                            | 0                                   | 0                                   | 208.3                            |
| 07010200    | Río Mataquito                            | 18                               | Exorreica                        | Pacífico                         | Pluvial                          | 13.9                             | 28.7                             | 3.5                              | 824.8                            | 2                                   | 2                                   | 884.7                            |
| 0701020000  | Estero La Pellana                        | 19                               | Exorreica                        | Pacífico                         | Pluvial                          | 13.8                             | 28.7                             | 3.5                              | 823.0                            | 0                                   | 0                                   | 60.0                             |
| 0701020001  | Estero Eloisa                            | 20                               | Exorreica                        | Pacífico                         | Pluvial                          | 14.0                             | 29.2                             | 3.6                              | 813.0                            | 0                                   | 0                                   | 97.7                             |
| 0701020002  | Estero San José                          | 21                               | Exorreica                        | Pacífico                         | Pluvial                          | 13.5                             | 29.3                             | 2.7                              | 846.2                            | 0                                   | 0                                   | 141.5                            |
| 0701020003  | Estero Curepto                           | 22                               | Exorreica                        | Pacífico                         | Pluvial                          | 13.6                             | 27.2                             | 3.8                              | 828.1                            | 0                                   | 0                                   | 117.6                            |
| 07010200030 | Estero Domulgo                           | 23                               | Exorreica                        | Pacífico                         | Pluvial                          | 13.3                             | 27.7                             | 3.3                              | 840.8                            | 0                                   | 0                                   | 113.3                            |
| 07010200031 | Estero Rapilermo                         | 24                               | Exorreica                        | Pacífico                         | Pluvial                          | 13.1                             | 27.6                             | 3.0                              | 860.4                            | 0                                   | 0                                   | 191.4                            |
| 0701020004  | Estero Tricao                            | 25                               | Exorreica                        | Pacífico                         | Pluvial                          | 13.4                             | 29.1                             | 2.6                              | 842.4                            | 0                                   | 0                                   | 32.9                             |
| 0701020005  | Río Lontue entre Río Teno y Río Colorado | 26                               | Exorreica                        | Pacífico                         | Pluvial                          | 13.6                             | 29.6                             | 2.5                              | 844.0                            | 3                                   | 2                                   | 340.9                            |
| 07010200050 | Estero Guaiquillo                        | 27                               | Exorreica                        | Pacífico                         | Pluvial                          | 11.5                             | 27.3                             | 0.4                              | 989.2                            | 0                                   | 0                                   | 313.0                            |
| 07010200051 | Estero Chenquelmo                        | 28                               | Exorreica                        | Pacífico                         | Pluvial                          | 12.9                             | 28.9                             | 1.8                              | 900.6                            | 0                                   | 0                                   | 148.4                            |
| 0701020006  | Estero Culenar                           | 29                               | Exorreica                        | Pacífico                         | Pluvial                          | 13.9                             | 29.6                             | 3.1                              | 825.7                            | 0                                   | 0                                   | 154.5                            |
| 0701020007  | Estero Belloto                           | 30                               | Exorreica                        | Pacífico                         | Pluvial                          | 13.9                             | 29.5                             | 3.3                              | 804.4                            | 0                                   | 0                                   | 80.2                             |

## Hidrología

Diagrama unifilar de la red hidrográfica del río Mataquito.

### Red hidrográfica
Los cuerpos de agua considerados aquí son:
Las lagunas de Teno son llamadas también embalse Planchón.

### Caudales y régimen
El inventario DARH considera todas estas subcuencas como de origen pluvial.

### Glaciares
El inventario público de glaciares de Chile 2022 consigna un total de 72 glaciares en la cuenca, de los cuales 64 no tienen nombre. El área total cubierta es de 11,224 km² y se estima el volumen de agua almacenada en los glaciares en 0,219 km³.

### Humedales
El Ministerio del Medio Ambiente de Chile no registra humedales de clase alguna en la cuenca.

## Balance hídrico

Brecha hídrica en 25 importantes cuencas de Chile.

## Clima

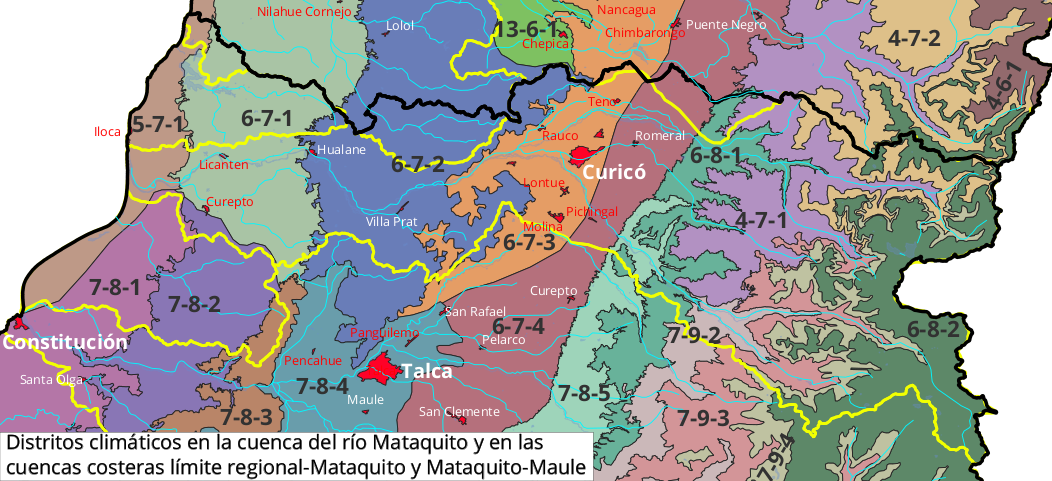
Distritos climáticos en la cuenca del río Mataquito y en las cuencas costeras adyacentes a su desembocadura. En amarillo los límites de las hoyas hidrográficas y en negro los límites regionales.